# Eruzione delle pomici di Mercato
L'eruzione delle pomici di Mercato (detta anche pomici Gemelle o pomici di Ottaviano) è stata un'eruzione pliniana del Monte Somma avvenuta fra 8 000 e 9 000 anni fa.

## Descrizione
L'evento si caratterizza da due eruzioni successive di pomici bianche, separate da un sottile strato di ceneri vulcaniche e da un lahar.
L'indice di esplosività vulcanica dell'eruzione è valutata fra 5 o 6, cioè da parossistica a colossale. L'eruzione avrebbe prodotto una colonna di 20 km di altezza le quali ricadute si sono poi depositate principalmente a nord-est del vulcano.Il materiale eruttato è stimato tra i 2,5-7,5 km3.
L'evento era stato preceduto da 7 000 anni di quiescienza, il più lungo intervallo noto tra eruzioni successive per il vulcano, seguiti da altri 4 000 anni di pausa prima della successiva eruzione delle pomici di Avellino, come testimoniato anche dalla presenza di paleosuoli.

## Datazione
Una recente datazione la pone a 8,010 ± 40 anni BP; secondo altre ricerche sarebbe da anticipare di alcuni secoli, a 8,890 ± 90 BP, sovrapponibile con la misurazione di 8940 BP ± 100 anni. Queste cifre sono state ottenute con il metodo del 14C (carbonio-14).